# ريكاردو بوينو فرنانديز
ريكاردو بوينو فرنانديز هو مؤرخ وسياسي إسباني، ولد في 24 أبريل 1940، وتوفي في 7 يناير 2015. في الانتخابات العمومية الإسبانية 2000 ‏، انتخب عضو مجلس النواب الإسباني ‏ عن دائرة كانتابريا ‏ خلال فترته النيابية ‏ (29 مارس 2000 – 20 يناير 2004).